# Angelo Mattea
Angelo Mattea (né le 21 octobre 1892 à Santhià dans la province de Verceil au Piémont et mort le 13 octobre 1960 à Turin) est un joueur de football international et entraîneur italien, qui jouait au poste d'attaquant.

## Palmarès
| Casale FBC - Championnat d'Italie (1) : - Champion : 1913-14. |  | Juventus - Championnat d'Italie : - Vice-champion : 1919-20. |